# كرغرتان
كرغرتان هي قرية في مقاطعة مراغة، إيران. عدد سكان هذه القرية هو 109 في سنة 2006.